# STS-43
STS-43 (Space Transportation System-43) var Atlantis 9. rumfærge-mission. Den blev opsendt d. 2. august 1991 og vendte tilbage den d. 11. august 1991.
Missionen satte kommunikationssatellitten Tracking and Data Relay Satellite (TDRS-5) i kredsløb.

## Besætning
- John Blaha (kaptajn)
- Michael Baker (pilot)
- Shannon Lucid (1. missionsspecialist)
- James Adamson (2. missionsspecialist)
- David Low (3. missionsspecialist)

## Missionen
- Opsendelse
- Orkanen Fefa set fra rumfærgen
- TDRS-E sættes i krfedsløb

Hovedartikler: